# Rozdělení beta

Rozdělení beta pro různé hodnoty parametrů

Rozdělení beta je rodina spojitých rozdělení pravděpodobnosti definovaných na intervalu [0, 1]. Nejčastěji se parametrizuje dvěma kladnými parametry označenými α a β, popřípadě někdy p a q,které se objevují jako exponenty náhodné proměnné a řídí tvar distribuce. Zobecnění na více proměnných se nazývá Dirichletovo rozdělení.
Rozdělení beta se široce používá k modelování chování náhodných proměnných omezených na intervaly konečné délky. V bayesovské statistice je distribuce beta konjugovaný prior pro modelování jevů s Bernoulliho, binomickým, inverzním binomickým a geometrickým rozdělením. Distribuce beta je vhodný model pro náhodné chování procent a podílů.
Hustota pravděpodobnosti (pdf) pro 0 ≤ x ≤ 1 a tvarové parametry α, β > 0 je mocninná funkce proměnné x a její reflexe (1 − x):
{\displaystyle {\begin{aligned}f(x;\alpha ,\beta )&=\mathrm {konstanta} \cdot x^{\alpha -1}(1-x)^{\beta -1}\\[3pt]&={\frac {x^{\alpha -1}(1-x)^{\beta -1}}{\displaystyle \int _{0}^{1}u^{\alpha -1}(1-u)^{\beta -1}\,du}}\\[6pt]&={\frac {\Gamma (\alpha +\beta )}{\Gamma (\alpha )\Gamma (\beta )}}\,x^{\alpha -1}(1-x)^{\beta -1}\\[6pt]&={\frac {1}{\mathrm {B} (\alpha ,\beta )}}x^{\alpha -1}(1-x)^{\beta -1}\end{aligned}}}
kde Γ(z) je gama funkce. Beta funkce, {\displaystyle \mathrm {B} } (po které má rozdělení své jméno, jelikož jeho pdf má matematicky podobný tvar jako tato funkce), je normalizační konstanta zajišťující, že celková pravděpodobnost je 1.
Střední hodnota a rozptyl náhodné proměnné X s rozdělením beta jsou:
{\displaystyle \mathrm {E} [X]={\frac {\alpha }{\alpha +\beta }}}
{\displaystyle \mathrm {Var} [X]={\frac {\alpha \beta }{(\alpha +\beta +1)(\alpha +\beta )^{2}}}}.